# Tantilla capistrata
Espèce
Synonymes
- Homalocranium melanocephalum Boulenger, 1896

Tantilla capistrata  est une espèce de serpents de la famille des Colubridae.

## Répartition
Cette espèce se rencontre :
- dans le Nord-Ouest du Pérou ;
- dans le Sud de l'Équateur.

## Publication originale
- Cope, 1875 : Report on the Reptiles brought by Professor James Orton from the middle and upper Amazon and western Peru. Journal of the Academy of Natural Sciences of Philadelphia, sér. 2, vol. 8, p. 159-183 (texte intégral).